# Abiy Ahmed Ali
Abiy Ahmed Ali (en amhárico: አብይ አህመድ አሊ; en oromo: Abiyyi Ahimad Alii; Beshasha, Kaffa, 15 de agosto de 1976) es un ingeniero informático, militar, político y estadista etíope, primer ministro de Etiopía desde el 2 de abril de 2018. 
Fue presidente del Partido Democrático Oromo (ODP) y líder del Frente Democrático Revolucionario del Pueblo Etíope (EPRDF), coalición gobernante desde 1991, hasta que logró la disolución de ambos y su fusión en una única fuerza nacional, el Partido de la Prosperidad, en diciembre de 2019. Previo a su elección como primer ministro, Abiy también fue nombrado diputado de la Asamblea Parlamentaria Federal, y fungió como ministro de Ciencia y Tecnología entre 2015 y 2016, antes de su llegada al cargo de primer ministro.
Abiy asumió la jefatura del gobierno etíope en abril de 2018, en medio de las protestas generalizadas contra el régimen autoritario de Hailemariam Desalegn. Abiy es el primer oromo étnico (la primera minoría étnica del país) en ejercer la jefatura del gobierno de Etiopía. Desde su llegada al poder, Abiy ha encabezado un amplio proceso de reforma política, social y económica, desde la liberación de más de 7.600 prisioneros considerados presos políticos solo en la Región de Oromía (además de otros 575 detenidos en el resto del país) y el retorno de varios dirigentes opositores exiliados; la liberalización progresiva de la economía en detrimento del habitual monopolio estatal y el llamado a una reforma constitucional que revisara el sistema de federalismo étnico implementado en el país, considerado uno de los principales motivos de las tensiones raciales persistentes en Etiopía. Abiy ha anunciado que busca una transición progresiva hacia una plena democracia multipartidista. Su administración ha alentado también un aumento de la participación de la mujer en la política etíope, impulsando la elección de Sahle-Work Zewde como presidenta de la república y promoviendo el nombramiento de la abogada activista por los derechos de las mujeres Meaza Ashenafi como presidenta de la Corte Suprema Federal, además de alcanzar la paridad de género dentro de su gabinete.
En materia de política exterior, Abiy ha sido elogiado por sus grandes avances en la búsqueda de la paz permanente con Eritrea (con el que Etiopía mantenía un conflicto fronterizo estancado desde el año 2000), logrando finalmente el restablecimiento de las relaciones diplomáticas entre ambos países el 8 de julio de 2018. Ha buscado también una participación destacada para su país en la resolución de la guerra civil vigente en la vecina Sudán del Sur, ofreciendo a Etiopía como sede para las conversaciones de paz. Por estos motivos, el 11 de octubre de 2019 fue galardonado con el Premio Nobel de la Paz.
En noviembre del 2020, tras numerosas tensiones étnicas y políticas, comenzó una cruenta guerra civil entre las fuerzas gubernamentales, apoyadas por Eritrea, y los separatistas de la región del Tigré. Debido a las frecuentes violaciones de los derechos humanos, ha habido numerosas críticas a Abiy, incluyendo llamamientos a que se le retire el Premio Nobel.

## Primeros años y educación
Abiy Ahmed nació en la ciudad de Beshasha, en la antigua provincia de Kaffa (en la región etíope de Oromía) el 15 de agosto de 1976. Su padre, Ahmed Ali, es un oromo musulmán, mientras que su madre, Tezeta Wolde, ya fallecida, era una cristiana ortodoxa amhara.
Abiy es el decimotercer hijo de su padre y fue el sexto y el hijo más joven de su madre. Su nombre de infancia era "Abiyot", que significa Revolución, en amárico, un nombre que a veces se daba a los niños después de la revolución etíope de 1974 que había derrocado a la monarquía e instaurado un régimen comunista. Abiyot fue a la escuela primaria local y luego continuó sus estudios en escuelas secundarias, en la ciudad de Agaro. Abiy, según varios informes personales, siempre estuvo muy interesado en su propia educación y más tarde en su vida también animó a otros a aprender y mejorar.
Mientras trabajaba en la Fuerza de Defensa Nacional de Etiopía, Abiy recibió su primer grado, una licenciatura en ingeniería informática, de la Escuela de Tecnología de Información Microlink en Addis Abeba, en 2001. En 2005, obtuvo un certificado de postgrado en criptografía en Machine Dynamics en Pretoria (cifrado AES, basado en cifrado de bloque). tiene un máster en Liderazgo y Cambio Transformacional con Mérito, obtenido en la facultad de Ciencias Empresariales de la Universidad de Greenwich, Londres, en colaboración con el Instituto Internacional de Liderazgo, en Addis Abeba, en 2011. También tiene una maestría en administración de empresas de Leadstar College of Management and Leadership, en Addis Abeba, en asociación con la Universidad de Ashland, en 2013.
Abiy, quien había comenzado su doctorado (PhD) hace varios años como estudiante regular, completó sus estudios en 2017 en el Instituto para Estudios de Paz y Seguridad de la Universidad de Addis Abeba. Hizo su trabajo de doctorado en el distrito electoral de Agaro, con una tesis doctoral titulada El capital social y su papel en la resolución de conflictos tradicionales en Etiopía: el caso del conflicto interreligioso en el estado de la zona de Jimma. Como seguimiento de su tesis doctoral, publicó un artículo de investigación sobre estrategias de reducción en el Boletín del Cuerno de África, en un número de revista especial dedicado a contrarrestar el extremismo violento.

## Carrera militar
Como adolescente y a principios de 1991, se unió a la lucha armada contra el régimen marxista-leninista de Mengistu Haile Mariam, después de la muerte de su hermano mayor. Lo hizo como miembro del ODP (Partido Demócrata Oromo), que en ese momento era una organización pequeña de solo unos 200 combatientes en el gran ejército de coalición de unos 100.000 combatientes, y ese mismo año cayó el régimen. Como sólo había tan pocos combatientes PAO en un ejército con su núcleo de alrededor de 90.000 tigrayanos, Abiy rápidamente tuvo que aprender el idioma tigriño. Como orador de tigriño en un aparato de seguridad dominado por tigrayanos, podría avanzar en su carrera militar.
Después de la caída del régimen, tomó entrenamiento militar formal de la Brigada Assefa en West Wollega, y fue destinado allí. Su puesto militar estaba en inteligencia y comunicaciones. Más tarde se convirtió en soldado en la actual Fuerza de Defensa Nacional de Etiopía, en 1993, y trabajó principalmente en el departamento de inteligencia y comunicaciones. En 1995, después del genocidio ruandés, fue enviado como miembro de la Fuerza de las Naciones Unidas para el Mantenimiento de la Paz (UNAMIR), Kigali, Ruanda.
Durante la guerra fronteriza entre Etiopía y Eritrea entre 1998 y 2000, dirigió un equipo de inteligencia para descubrir las posiciones de las Fuerzas de Defensa de Eritrea. Más tarde, fue enviado de regreso a su ciudad natal de Beshasha, donde él, como oficial de las Fuerzas de Defensa, tuvo que abordar una situación crítica de enfrentamientos interreligiosos entre musulmanes y cristianos, con varias muertes. Intentó mantener la calma y la paz en una situación de tensiones comunales que acompañan los enfrentamientos. Esto fue como un preludio de su papel como mediador interreligioso en el que se convirtió en años posteriores.
En 2008, fue uno de los cofundadores de la Agencia de Seguridad de la Red de Información de Etiopía (INSA), donde trabajó en diferentes puestos. Durante dos años, fue director interino de INSA, debido a un permiso de ausencia del director asignado al puesto. En esa ocasión, fue miembro de la junta de varias agencias gubernamentales que trabajan en información y comunicaciones, como Ethio Telecom y Ethiopian Television. En 2010, finalmente decidió dejar el ejército y su puesto como subdirector del INSA, para convertirse en político. El rango más alto que había alcanzado durante su carrera militar era el de teniente coronel.

## Alegaciones de plagio en su tesis doctoral
En 2023, investigadores de la World Peace Foundation, afiliada a la Universidad de Tufts, publicaron un análisis señalando que la tesis doctoral de Abiy Ahmed —defendida en 2017 en la Universidad de Addis Abeba— contenía un alto grado de plagio.
Según el análisis, el capítulo 2 de la tesis, dedicado a la revisión bibliográfica, presentaba una coincidencia del 62 % con fuentes preexistentes, incluyendo 41 páginas tomadas casi literalmente, sin atribución adecuada.
Los autores del informe solicitaron una investigación independiente, e incluso la posible revocación del título, recordando que la Universidad de Addis Abeba anuló un máster en 2019 por casos similares de plagio, y que cuenta con directrices estrictas sobre integridad académica.
Hasta la fecha, ni la universidad ni el primer ministro han emitido declaraciones oficiales, y no se ha confirmado la apertura de una investigación formal.

## Carrera política

### Miembro del Parlamento
Comenzó su carrera política como miembro del ODP (Partido Demócrata Oromo). El ODP es el partido gobernante en la Región de Oromia desde 1991 y también uno de los cuatro partidos de coalición de la coalición gobernante en Etiopía, el EPRDF (Frente Democrático Revolucionario del Pueblo Etíope). Se convirtió en miembro del comité central de ODP y miembro del congreso del comité ejecutivo de EPRDF, en rápida sucesión.
En las elecciones nacionales de 2010, Abiy representó al Woreda (distrito) de Agaro y se convirtió en miembro electo de la Cámara de Representantes de los Pueblos, la cámara baja de la Asamblea Parlamentaria Federal de Etiopía. Antes y durante su tiempo de servicio parlamentario, hubo varios enfrentamientos religiosos entre musulmanes y cristianos en la zona de Jimma. Algunas de estas confrontaciones se tornaron violentas y resultaron en la pérdida de vidas y bienes. Abiy, como miembro electo del parlamento, tomó un papel proactivo en el trabajo con varias instituciones religiosas y ancianos para lograr la reconciliación en la zona. Posteriormente creó un foro titulado "Foro religioso por la paz", como resultado de la necesidad de diseñar un mecanismo de resolución sostenible para restablecer la interacción pacífica entre la comunidad musulmana y cristiana en la región.
En 2014, durante su tiempo en el parlamento, Abiy se convirtió en el director general de un nuevo Instituto de Investigación del Gobierno fundado en 2011, llamado Centro de Información de Ciencia y Tecnología (STIC). El año siguiente, en 2015, Abiy se convirtió en miembro ejecutivo de ODP. El mismo año fue reelegido para la Cámara de Representantes de los Pueblos por un segundo mandato, esta vez para su casa en el Woreda de Gomma.

### Ascenso al poder
A partir de 2015, Abiy se convirtió en una de las figuras centrales en la lucha violenta contra las actividades ilegales de apropiación de tierras en la región de Oromia y especialmente alrededor de la capital, Addis Abeba. Aunque el 'Plan Maestro de Addis Abeba' en el corazón de los planes de acaparamiento de tierras se detuvo en 2016, las disputas continuaron por algún tiempo y resultaron en lesiones y muertes. Fue esta lucha contra el acaparamiento de tierras, lo que finalmente impulsó la carrera política de Abiyi.
En octubre de 2015, Abiy se convirtió en el ministro de Ciencia y Tecnología de Etiopía (MoST) , un puesto que dejó solo después de doce meses. A partir de octubre de 2016, Abiy se desempeñó como vicepresidente de la Región de Oromia como parte del equipo del presidente de la Región de Oromia, Lemma Megersa, y se mantuvo como miembro de la Cámara Federal de Representantes de los Pueblos de Etiopía. Abiy también se convirtió en el director de la Oficina de Planificación y Desarrollo Urbano de Oromia. En este cargo, se esperaba que Abiy fuera la principal fuerza impulsora detrás de la Revolución Económica de Oromia, la reforma de las Tierras y las Inversiones de Oromia, el empleo de los jóvenes y la resistencia a la apropiación generalizada de tierras en la región de Oromia. Como uno de sus deberes en el cargo, se hizo cargo de los desplazados de un millón de personas Oromo de la región de Somalia durante los disturbios de 2017.
Como jefe de la Secretaría de ODP a partir de octubre de 2017, Abiy cruzó las divisiones religiosas y étnicas para facilitar la formación de una nueva alianza entre los grupos oromo y amhara, que representan dos tercios de los 100 millones de habitantes que componen la población etíope.
A principios de 2018, muchos observadores políticos consideraron a Abiy y Lemma como los políticos más populares dentro de la mayoría de la comunidad Oromo y otras comunidades etíopes. Esto vino después de varios años de disturbios en Etiopía. Pero a pesar de esta calificación favorable para Abiy y Lemma, los jóvenes de la Región de Oromia pidieron una acción inmediata sin demoras para traer un cambio fundamental y libertad a la Región de Oromia y Etiopía, de lo contrario, se esperaría más descontento. Según el propio Abiy, la gente está pidiendo una retórica diferente, con una discusión abierta y respetuosa en el espacio político para permitir el progreso político y ganar a las personas para la democracia en lugar de presionarlas. Hasta principios de 2018, Abiy continuó ocupando el cargo de jefe de la secretaría de ODP y de la Oficina de Desarrollo Urbano y de Vivienda de Oromia y como Vicepresidente de la Región de Oromia. Luego dejó todos estos puestos después de su elección como líder de EPRDF.

### Premio Nobel de la Paz 2019
Abiy Ahmed Ali fue galardonado con el Premio Nobel de la Paz el 11 de octubre de 2019, por "haber logrado la paz y la cooperación internacional y en particular por su iniciativa decisiva para resolver el conflicto con la vecina Eritrea". Según el Comité del Nobel de la Paz, "el premio también tiene el propósito de reconocer a todas las partes que trabajan para la paz y reconciliación en Etiopía y en las regiones del este y noreste de África".

### Guerra civil y desarrollos posteriores
(ver Guerra de Tigray)
En noviembre del 2020, tras numerosas tensiones étnicas y políticas, comenzó una cruenta guerra civil entre las fuerzas gubernamentales, apoyadas por Eritrea, y los separatistas de la región del Tigré. Debido a las frecuentes violaciones de los derechos humanos, ha habido numerosas críticas a Abiy, incluyendo llamamientos a que se le retire el Premio Nobel.